# پلاستیک

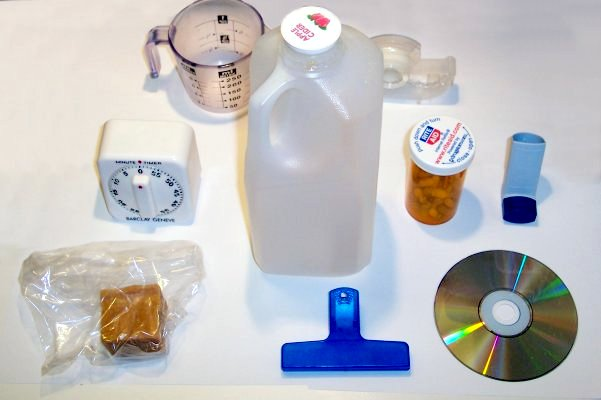
شماری از وسایل خانه که از پلاستیک ساخته شده‌اند.

پلاستیک به دسته‌ای از مواد مصنوعی یا نیمه مصنوعی گویند که از فرایند بسپارش به‌دست می‌آیند. پلاستیک‌ها دسته‌ای از بسپارهای افزایشی یا تراکمی هستند. پلاستیک جزو مواد مصنوعی است و به‌صورت طبیعی یافت نمی‌شود. پلاستیک‌ها را می‌توان به شکل‌های مختلف درآورد. اصولاً یکی از ویژگی‌های پلاستیک‌ها شکل‌پذیری خوب آن‌هاست. پلاستیک‌ها را می‌توان تحت فرایندهای گرمایی و مکانیکی به شکل‌های دیگرشان درآورد.
عمدتاً پلاستیک‌ها برای عرضه به بازار به مواد کمکی پرشماری از قبیل مواد ضد بلوک، آنتی‌اکسیدان‌ها، عوامل ضد شکاف مانند پلی‌بوتادین‌ها، پایدارکننده‌های گرمایشی، لغزنده‌کننده‌ها، رنگ‌ها و تأخیر اندازهای شعله‌وری از قبیل آنتمران آغشته می‌کنند. پس از دفع پلاستیک به صورت زباله، هر یک از این مواد می‌تواند در اثر حرارت غذا با مواد غذایی وارد واکنش شیمیایی پلیمر شود.
برای ترمیم بافت‌های آسیب دیده هم به‌کار می‌رود. به این ترتیب که داخل ژل آن مواد سیلیکونی که نسبت به عبور الکتریسیته واکنش خوبی نشان می‌دهند به صورت افشره تزریق می‌کنند و در فاصله بین دو عصب که به هم نمی‌رسند تزریق می‌کنند.
به این صورت با تحریک سیناپس‌ها جریان خفیف الکتریسیته داخل سلسله اعصاب به پلاستیک منتقل شده و خود به خود دانه‌های سیلیکون یکسو شده آن را عبور می‌دهند. پس از ارسال پیام عصبی به مغذی و پردازش در برگشت خلاف همین جریان از پلاستیک هوشمند عبور کرده امکان رفلکس را تا حد بسیار مناسبی فراهم می‌کند.

## رده‌بندی پلاستیک‌ها

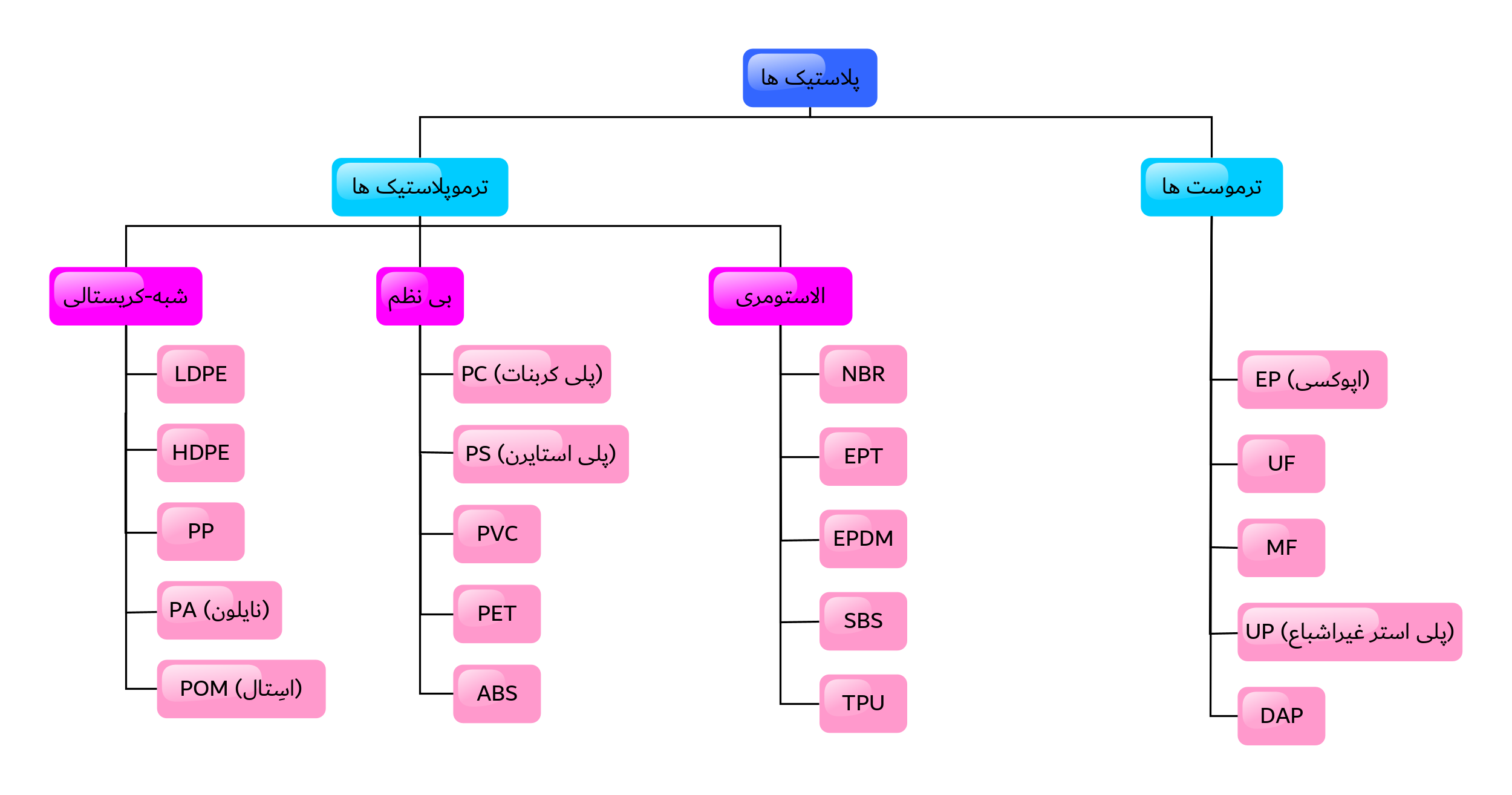
رده‌بندی انواع پلاستیک - تنها شماری از معروف‌ترین نمونه‌ها از هر رده‌بندی آورده شده است.

پلاستیک‌ها از نظر ساختار مولکولی به سه دسته تقسیم‌بندی می‌شوند:
- ترموپلاستیک‌ها: که به دفعات می‌توان با استفاده از گرم یا سرد نمودن آن را نرم یا سخت نمود. الاستومرهای ترموپلاستیکی (TPE) موادی هستند که خواص ترموست‌های لاستیکی و خواص ترموپلاستیک‌ها را با هم ترکیب کرده‌اند.[۲] این مواد نه کاملاً الاستومر و نه کاملاً ترموپلاستیک اند بلکه ترکیبی از هر دو هستند.
- ترموست‌ها: که در طول شکل‌گیری، یک شکل دائمی به خود می‌گیرند و با گرم کردن مجدد نمی‌توان آن را نرم نمود.
- الاستومرها: که حالت کشسانی دارند و پس از برداشتن نیرویی که باعث تغییر شکل آن‌ها می‌شود به حالت اولیه بازمی‌گردند.

## در صنعت ساختمان‌سازی
پلاستیک در مقایسه با مصالح سنتی نظیر چوب، شیشه و بتن، پلاستیک‌ها تقریباً به تازگی وارد کارهای ساختمانی شده‌اند. پلاستیک به دلیل خواص مطلوب بسیاری از قبیل دوام و مقاومت در برابر تخریب، بخشی جدایی ناپذیر از زندگی معاصر شده است. این پلاستیک‌های غیرقابل تجزیه در محیط زیست با میزان میلیون‌ها تن در سال تجمع می‌یابند و باعث مشکلات متعددی می‌شوند. به تازگی، مسائل مربوط به محیط زیست جهانی و مدیریت زباله‌های جامد، علاقه زیادی به توسعه پلاستیک‌های زیست تخریب پذیر ایجاد کرده‌اند [۲٬۳].

### پیشینه
نخستین پلاستیک تجارتی در ایالت متحده، نیترات سلولز بود که تولید آن به یک قرن پیش بر می‌گردد. این پلاستیک توسط Gohn Wesly Hyatt تولید گردید تا جایگزین عاج فیل شود. از عاج فیل تزئینات و وسایل بازی می‌ساختند. ابتدا پیشرفت و توسعه در تکنولوژی پلاستیک‌ها به آهستگی پیش می‌رفت، صنایع پلاستیک‌های تجاری امروزی بعد از دهه ۱۹۳۰ شروع به کار نمودند. پس از پایان یافتن جنگ جهانی دوم، پلاستیک‌ها به‌طور گسترده در ساختمان بناها مورد استفاده قرار گرفتند. انجمن ملی صنایع پلاستیک ایران به عنوان فراگیرترین تشکل پلیمری کشور از سال ۱۳۹۲ فعالیت خود را آغاز کرد.

### ویژگی‌ها
پلاستیک‌ها خواص متعددی دارند که دیگر مواد ساختمانی از آن برخوردار نیستند. آن‌ها ضد رطوبت و در برابر فرسودگی مقاومند؛ علاوه بر آن وزنی سبک دارند. استحکام آن‌ها خوب است و به راحتی می‌توان آن‌ها را به اشکال پیچیده و گوناگون قالب ریزی نمود.

### ساختار مولکولی مصالح پلاستیکی
برخی از پلاستیک‌ها نرم و انعطاف‌پذیرند و بعضی سفت و محکمند. برخی از آن‌ها نرم می‌شوند و حتی زمانی که در معرض گرما قرار می‌گیرند. ممکن است ذوب شوند و بعضی نیز هیچ گونه حرارتی بر آن‌ها تأثیر ندارد. بررسی و مطالعه ساختار مولکولی پلیمر‌های عالی می‌تواند بسیاری از این تفاوت‌ها در خواص و رفتار پلاستیک‌ها را توضیح دهد.

### پلیمرهای آلی در ساختمان‌سازی
بسیاری از پلاستیک‌ها مبتنی بر شیمی کربن می‌باشند، یعنی این که آن‌ها به خصوصیات و خواص اتم کربن وابسته‌اند. اتم کربن چهار ظرفیتی است یعنی در چهار نقطه، اتم‌های دیگر به آن متصل می‌شوند و با آن پیوند شیمیایی برقرار می‌کنند. اتم‌های عناصر دیگر ظرفیت‌های متنوعی دارند. به‌طور کلی می‌توان گفت هر عنصر دارای یک ظرفیت شیمیایی خاصی است.

## گونه‌ها

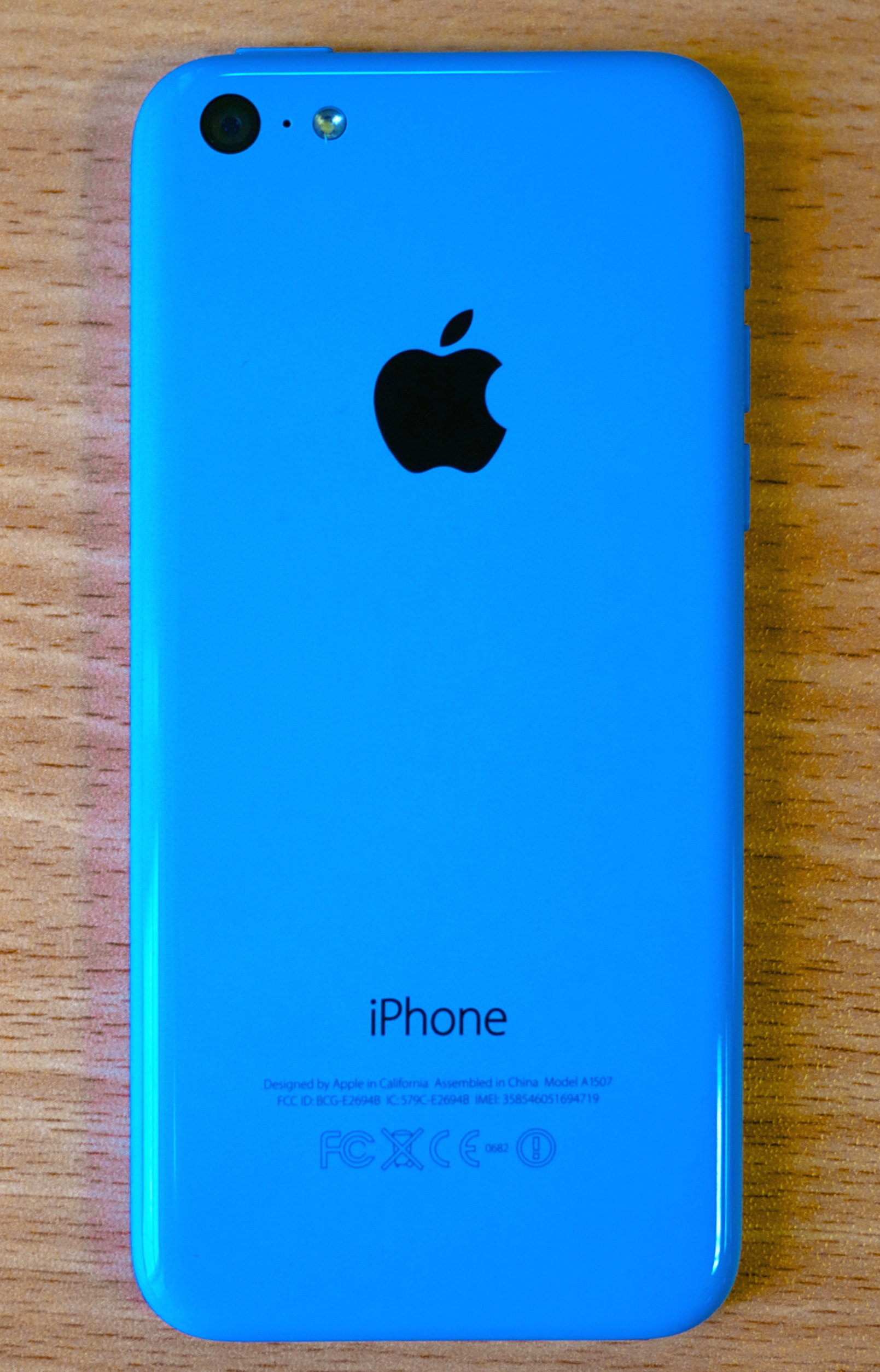
آیفون 5c، یک گوشی هوشمند با پوستهٔ ساخته‌شده از پلی‌کربنات

این دسته شامل پلاستیک‌های کالایی، پلاستیک‌های استاندارد و پلاستیک‌های مهندسی می‌باشد.
- پلی‌آمید
- پلی‌کربنات
- پلی‌استر
- پلی‌اتیلن
- پلی‌پروپیلن
- پلی‌استایرن
- پلی‌اورتان
- پلی وینیل کلراید
- آکریلونیتریل بوتادین استایرن

## مشخصات عمومی
- وزن مخصوص
- استحکام
- استحکام در برابر ضربه
- سختی
- خزش
- خواص گرمایی
- ویژگی‌های الکتریکی
- جذب رطوبت
- مقاومت در برابر تحلیل
- مقاومت در برابر آتش[۳]

## فرایند شکل‌دهی به پلاستیک‌ها
بر اساس طبیعت محصول، پلاستیک‌ها ممکن است با فرایند متوالی یا غیر متوالی تولید شوند. برای ترموپلاستیک‌ها، اغلب فرایند دوبخشی مناسب‌ترین راه است که در آن مواد خام، که توسط تولیدکننده اولیه به صورت پودر یا گرانول تهیه شده است به روش اکستروژن یا تولید صفحه شکل می‌گیرند و سپس به محصول نهایی تغییر شکل می‌دهند.

## اتصال قطعات پلاستیکی
اجزای پلاستیکی عموماً به وسیله پیچ، پیچ و مهره و چسب می‌توانند به یکدیگر متصل شوند. ترموپلاستیک‌ها می‌توانند به دو روش دیگر متصل شوند.
1. جوش حرارتی:مصالحی را که قرار است به هم متصل شوند یه یکدیگر فشرده نموده به سرعت حرارت داده می‌شوند.
2. چسباندن:به کمک حلال یک روش بسیار ساده و رایج اتصال مصالحی مانند p.v.c و پلی استایرین است.

## اصلاح‌کننده‌ها
- روان‌کننده‌ها
- پرکننده‌ها
- مواد مسلح‌کننده
- مواد تثبیت‌کننده
- مواد رنگی

## محیط زیست

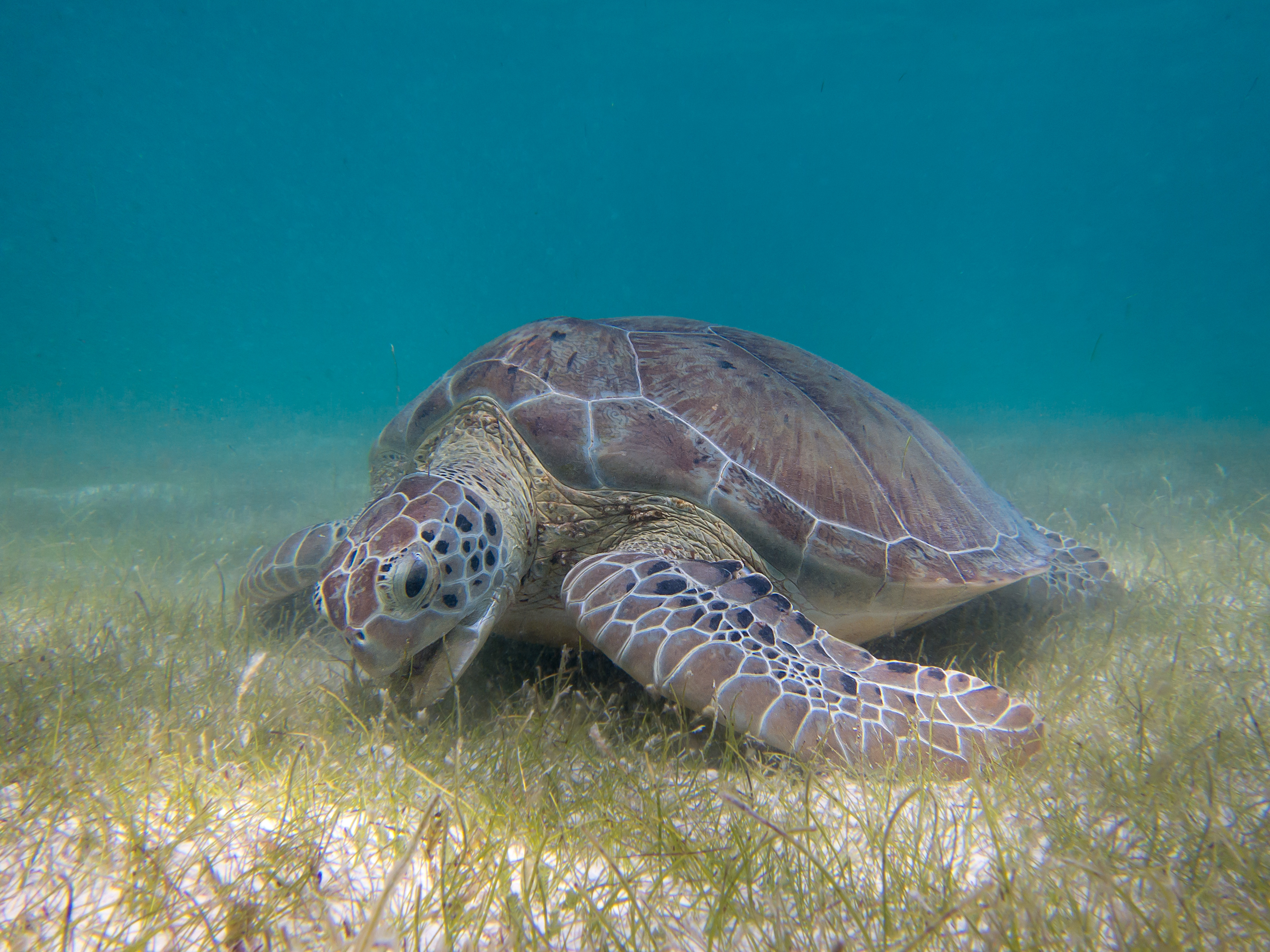
نگاره‌ای از یک لاک‌پشت سبز دریایی حین تغذیه از علف‌های دریایی کف دریا. زباله‌های پلاستیکی در صورت ورود به دریا، وارد زنجیره غذایی جانوران دریایی شده و سالیانه هزاران گونه از جانوران آبزی از قبیل لاک‌پشت، وال، دلفین، فُک و پرندگان دریایی اشتباهاً بر اثر خوردن کیسه و نی‌های پلاستیکی، می‌میرند.

زباله‌های پلاستیکی به میزان بسیار بالایی در آب دریاها رها می‌شوند. این در حالی است که فقط در کشورهای اروپایی سالانه ۲۶ میلیون تن مواد پلاستیکی یک‌بار مصرف دور ریخته می‌شوند.